# Manuel Dias (atleta)
Manuel Dias (nascido em 13 de abril de 1905, data de falecimento desconhecida) foi um atleta português que competiu na maratona dos Jogos Olímpicos de Verão de 1936. Ele competiu pelo clube S. L. Benfica.